# 보즈워스 전투
보즈워스 전투 혹은 보즈워스 필드 전투(Battle of Bosworth Field)는 15세기 잉글랜드의 장미 전쟁동안 벌어진 중요한 전투이다. 이 전투는 1485년 8월 22일 요크 왕가의 국왕 리처드 3세와 그와 대항해 왕위를 다툰 랭커스터 가의 리치먼드 백작 헨리 튜더(훗날 잉글랜드 왕 헨리 7세)사이에서 벌어졌다.
이 전투는 리처드 3세의 전사로 인한 패배와 헨리에 의해 튜더 왕가 수립이라는 결과로 막을 내렸다. 실제로는 몇 년 후 요크 왕가를 자칭하여 왕위탈환을 목표로 한 세력과의 전투는 있었으나, 역사적으로는 이 전투를 가리켜 "장미전쟁의 종결"이라고 했다(엄밀하게 말하면 이 시점에서 헨리 튜더는 이전의 반역죄로 인해 리치먼드 백작의 칭호를 삭탈당했다. 이 상태는 즉위 후 스스로 재서임할 때까지 계속되었다)

## 배경
1471년 투크스베리 전투에서 대패배를 당하고 프랑스로 몸을 숨긴 헨리는 그해 8월 7일 잉글랜드 왕이 되기 위해 소수의 병력(그 대부분은 프랑스의 용병)과 더불어 고향인 펨프룩셔(Pembrokeshire)에 상륙했다. 리처드 3세는 그때까지도 랭커스터 가문의 군대와 전투를 벌였으나, 이 전투가 최후의 전투가 되었다. 그에 반해 헨리는 군사 경험에는 뒤처졌으나, 아군으로써 경험이 풍부하고 재기에도 뛰어났던 숙부인 펌브룩 백작 자스퍼 듀터(후에 베드포드 공작)과 옥스퍼드 백작을 데리고 있었다.
헨리는 부친의 고향인 웨일스를 돌아다니며 지지자들을 모았고, 중부지방에 도착했을때에는 추정 약 5,000명의 병사를 모으게 되었다. 이것에 대항해 리처드 3세는 약 8,000명을 동원했다.
전투의 승패를 결정짓는 것은 스탠리 형제(윌리엄 스탠리 경(Sir William Stanley)와 토마스 스탠리 남작(Thomas Stanley, 1st Earl of Derby)의 동향이었다. 토마스 스탠리는 헨리의 계부였기에 리처드 3세측에서 본다면 신용하기엔 위험이 있었지만, 리처드는 그 배려를 잊고, 형제의 지속적인 충성심에 의존하고 있었다.
전장은 레스터셔의 서튼 체니(Sutton Cheney)와 마켓 보즈워스(Market Bosworth) 근처였다. 상세한 장소에 대해서는 각각 [전장은 덜링턴(Dadlington)과 스토크 골딩(Stoke Golding) 근처였을것이다]라는 설득력 있는 설이 나오는등 역사학자들 사이에서도 의론이 분분했다. 또한 리처드 3세가 전투 전날밤 야영했던 장소가 앰비온 힐(Ambion Hill)이었다라는 점에 관해선 대부분 의견이 일치했다. 다만 1가지 설로 실제 전장이 이곳에서 10km정도 서쪽인 워릭셔(Warwickshire)의 아서스톤(Atherstone)의 북쪽에 있던 메아벨(Merevale)이라는 의견도 있다. 확실한것은, 전투 후 국왕측에서 아서스톤 마을에게 배상금이 지불하였던 것이다.
전투는 리처드 3세의 본대와 헨리의 프랑스 용병대와의 교전으로 시작되었다. 노섬벌랜드 백작 헨리 퍼시와 스탠리 형제의 군대는 양쪽 진영의 주력군에게서 약간 떨어진 장소에 주둔하고 있었다. 그들은 전투의 승패를 바라보면서 행동을 취하지 않고, 사기적이랄 정도로 신중한 자세를 보였다. 리처드 3세로써는 스탠리 형제가 아군이 되지 않더라도 중립을 지키게하기 위해 인지를 붙잡고 있었다.

## 전투
전투는 약 2시간 동안 계속되었고, 초반은 리처드 군대에게 유리했다. 불행하게도 윌리엄 스탠리 경과 토마스 스탠리 경은 여전히 참전하지 않은 상태로 있지 않고, 헨리측으로 참전할 것을 결정했다.
리처드 군대는 먼저 앰비온 힐에 도착해 병사들을 충분히 쉬게 한 반면 헨리 군대는 발밑이 울퉁불퉁한 지면 위에 정렬시켜 놓았다(그 이유에 대해서는 명확하지 않다). 리처드는 틀림없이 혼란에 빠진 랭커스터 가문을 철저하게 밀어붙이기 위해 이제부터 돌진하는 것도 알지 못했다. 그러나 결과적으로 이 돌출이 실패가 되었다.
헨리는 준비가 끝나자, 리처드를 언덕 위에서 아래로 끌어내기 위해 대포와 화살을 통한 간접공격을 가했다. 리처드 군대가 돌진할 때 리처드는 우익군을 지휘하던 노섬벌랜드 백작에게 전투에 참가할 것을 명령했다. 그러나 여전히 중립을 지키던 노섬벌랜드 백작은 자신의 군대를 저지하고, 이 명령을 거부했다. 전투의 향방을 헨리쪽으로 우세하게 이끌어 놓은 것은 근처에서 대기하던 스탠리 경의 결정이었다.
리처드의 부대 지휘관이었던 노포크 공작 존 하워드가 전사하자, 중립을 지키던 스탠리 경과 노섬벌랜드 백작도 상대방측으로 돌아섰기 때문에 리처드는 전황을 확실히 돌리기 위해 용감한-어찌보면 자살행위라고 말할 수 있는 돌격을 감행했다. 돌격한 곳은 주전장에서 떨어진 장소에 포진했던 헨리의 부대였다. 이 돌격에서 리처드는 헨리의 기수였던 윌리엄 브란든을 살해할 정도로 깊숙이 파고 들었다. 하지만, 리처드의 시야에 헨리가 들어왔을 때, 스탠리 경의 군대가 밀어닥쳤고, 헨리의 군대는 리처드를 포위했다.
여기서 리처드 3세는 살해당했으니, 향년 32세였다.
잉글랜드의 국왕으로써 전사한 사람은 리처드가 2번째이자(1번째는 1066년 헤이스팅스 전투에서 해롤드 2세가 노르망디 공작 기욤에게 살해당했다), 최후의 왕이었다. 리처드의 시체는 불명예스럽게도 승리자에 의해 매장되었다.
이 전투로 인해 장미 전쟁의 결말이 이루어지게 되었다(실제로는 그로부터 2년후 스토크 필드 전투가 벌어진 뒤).

## 결과
헨리 튜더는 대관식을 거쳐 헨리 7세가 되었고, 잉글랜드는 118년동안 지속될 튜더 왕가가 세워지게 되었다. 헨리는 보즈워스에서 요크 왕가에 가담했던 병사에게 반역죄를 묻기 위해 즉위한 이후 통치개시의 일부를(이 전투보다도 전에) 삭제했다.
헨리 7세는 1485년 즉위한 시점에서 과거의 반역죄로 자신의 권리를 박탈당한 상태로 있었고, 자신의 유산상속권도 동결되어 있었다. 그러나 이것은 그가 즉위하면서 소멸되었다. 그 후 의회는 "보즈워스에서 헨리 국왕에 대항한 자들은 반역자들이다"라고 선언했다.
노섬벌랜드 백작은 1489년 4월 28일 요크셔에 있던 자신의 저택에서 살해됐다. 프랑스에서 브르타뉴 방위를 위해 무거운 세금을 거둔 것에 항의하는 폭도에게 살해되었다고 하나, 또 한가지 이유로는 요크셔에서 매우 인기가 높았던 리처드 3세의 실각과 죽임에 노섬벌랜드 백작의 배신이 원인이 되었기 때문이라는 설도 있다.

## 장소
이 전투 후, [보즈워스 전투]라고 이름이 정착될때까지는 이 전투를 리드모어 전투(Battle of Redemore)라고 불렀다. 이것 때문에 전투는 앰비온 힐에서가 아닌 같은 지역의 초원에 자랐던 갈대(reedy)와 황무지(moor)(리디 무어:reedy moor)에서 벌어진 것이 아닌가 추측하였다. 이 전투가 실제로 벌어진 장소에 대한 연구는 오랫동안 지속되어 21세기 초까지 이어졌다.

## 대중문화
이 전투는 셰익스피어의 희곡 《리처드 3세》에도 등장한다. 그러나 그 장면은 다분히 셰익스피어의 창작이라고 생각된다. 극중에서 리처드는 돌격 후, 낙마하면서 울부짖었다. "말을! 말을 주거라! 대신 내가 왕국을 주겠노라!"라고 했다. 여기서 그의 왕관은 산사 나무의 가지 위에 올려놓았고, 헨리가 바라볼 수 있도록 했다. 그러나 실제로 리처드는 병사가 왕을 바라볼 수 있게 하기 위해 두건을 갑옷에 입었는지도 알 수 없었고, 왕관은 몸에 지니고 있지 않았다고 한다.